# José Patricio Guggiari
José Patricio Guggiari Corniglione (Asunción, 1884- Buenos Aires, 1957) fou un jurista i polític liberal paraguaià president de la República del 1928 al 1932.
Va néixer a Asunción el 17 de març de 1884. Va estudiar a la universitat de la seva ciutat natal i es va doctorar en lleis i en ciències socials. El 1902 va entrar en política i el 1904 formà part del grup que editava la revista Alón que va donar suport a la revolució liberal d'aquell any i va haver de marxar a l'Argentina (8 d'agost de 1904). El 1906 va fundar la Lliga de la Joventut Independent (Liga de la Juventud Independiente) que va original el partit Constitucional amb el que va donar suport a Manuel Gondra. El 1908 fou fiscal de les qüestions criminals i tot seguit (1908-1910) fiscal general de l'estat.
El 1912 fou elegit diputat nacional i el 1920 fou nomenat ministre de l'Interior per Gondra el que va provocar una assonada militar (1921); el 1924, altre cop diputat, va arribar a president de la Cambra de Diputats i el 15 d'agost de 1928 va arribar a la presidència substituint a José Eligio Ayala. Va destacar per la seva oratòria i va crear el Congrés Nacional de Defensa; el 1929 es va crear l'arquebisbat. En el seu mandat es van fundar nombroses escoles i el 1929 es va establir la llei de reforma universitària.
El 20 de febrer 1931 l'esquerra es va apoderar d'Encarnación i al març va sufocar un cop d'estat dirigit pel major Rafel Franco. El 23 d'octubre el coronel Arturo Bray va fer una repressió sagnant d'una manifestació que exigia fermesa en la defensa del Chaco, i va haver de deixar la presidència, que fou ocupada pel vicepresident Emiliano González Navero, per ser jutjat pel Congrés, però fou absolt, ja que hi tenia la majoria, i va recuperar el poder el 17 de gener de 1932.
Va deixar el càrrec el 15 d'agost de 1932 i el va substituir Eusebio Ayala.
Va passar a la vida privada allunyat del poder fins al 1947 quan es va exiliar a Argentina amb altres liberals. Va morir a la capital argentina el 30 d'octubre de 1957.